# Cinema de l'Azerbaidjan

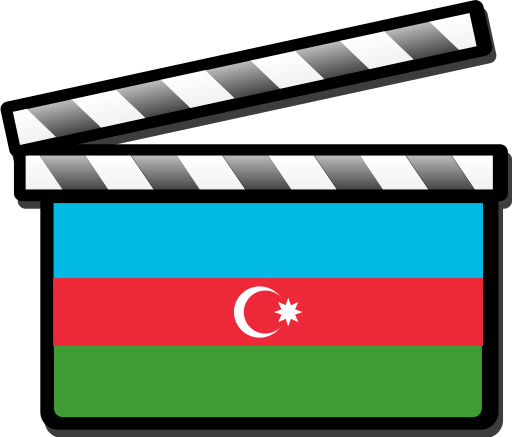
Cinema àzeri.

El cinema àzeri és l'activitat cinematogràfica produïda en Azerbaidjan.
La indústria cinematogràfica a l'Azerbaidjan es va iniciar des de la dècada de 1890, quan la cort porta un cinematògraf de França. Una producció específica de l'Azerbaidjan es va iniciar des de la dècada de 1910 i desenvolupa al llarg del segle XX i el cinema de l'Azerbaidjan és una part important de la cultura de l'Azerbaidjan.

## Història

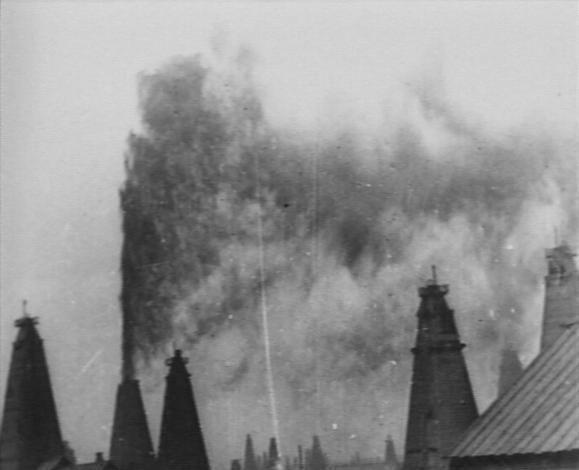
"The Oil Gush in Balakhany", la primera pel·lícula produïda a l'Azerbaidjan, i una de les primeres pel·lícules al món (1898).

Després de la sessió primera organitzada a França, en 21 de juny de 1898 es demostren subjectes de cinema "Passeig popular al jardí de ciutat", "L'entrada del tren a l'estació ferroviària", "El carrer de Bakú a la matinada ", que tracta de la vida de Bakú, en el circ teatral de Vasil-Vyatsci a Bakú com una part de contingut de l'espectacle. Aquest espectacle tenia un caràcter experimental. I aquest any, en el 2 d'agost Alexandre Michon, que havia viscut a Bakú més de 25 anys, el secretari de cercle de foto científic de Bakú, l'editor i fotògraf, va organitzar la demostració indipendiente dels subjectes de documental crònics i els d'argument rodats per ell mateix anomenats "L'Incendi de pou brotante de petroli en Bibijeybet", "El comiat de l'emir de Sa Majestat de Buxara", "El ball de Caucas" i "Ja et vaig agafar".
Els subjectes esmentats es van projectar i es van conservar en l'exposició mundial organitzada a París en 1990. Dos Estes – "L'Incendi de pou brotant de petroli en Bibijeybet" i "El pou brotante de petroli de Balajani" – es van tornar a l'Azerbaidjan des de l'arxiu de cinema de França en 2001. Estes subjectes en l'actualitat es guarda en la pel·lícula de 35 mm i en les cintes de vídeo en el fons de films. Derivant del resultat d'aquest fet històric, en 18 de desembre de 2000 segons l'ordre de Heidar Alíev el President de la República de l'Azerbaidjan, 2 d'agost va ser declarat com el dia vocacional dels treballadors de la cinematografia – Dia del Cinema de l'Azerbaidjan.
En 1908 Grossman, el càmera professional va començar rodar subjectes sobre la vida d'explotacions petrolieres de Bakú. Aquest tema va interessar a les Campània de cinema de França com "Paté" i "Gomón" i elles van enviar les seves càmeres a Bakú. Films rodats es van projectar en cinemes de la ciutat "Record", "Micado", "Express", "Francès".

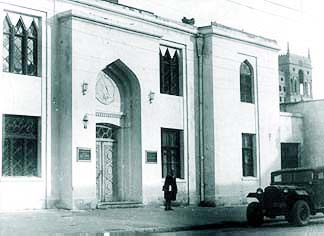
El primer estudi de cinema a Bakú, fundada el 1920. La ubicació de l'estudi estava darrere del Palau de Govern a Bakú (superior dreta). L'edifici ja no existeix.

En 1915 els germans Piron van crear una Societat per Accions i en 1916 i en 1917 es van rodar pel·lícules principals de curtmetratge adequadament "En el regne de petroli i milions" sobre la base de narració homònima de Ibrajim bay Musabayov i "Arshin mal alan" sobre la base de l'opereta homònima de Uzeyir Hajibeyov. El director de les dues pel·lícules va ser Boris Svetlov i el càmera Grigori Lemberg. Tots dos d'ells van ser convidats de Sant Petersburg.
En maig de 1918, després de la proclamació de la República Democràtica de l'Azerbaidjan el govern nou va fer moltes reformes culturals i polítiques. Les relacions exteriors diplomàtiques, culturals, polítiques van contribuir a les vistes públiques, ja que els exemples primers del cinema mundial es van portar a Bakú. En el resultat va començar augmentar la quantitat d'aficionats a cinematografia a Bakú. El 1918 ells es van unir en el "Consell de personalitat teatral i de Cinematografia". En 28 de maig de 1919 es va rodar una pel·lícula d'actualitats dedicada a l'aniversari de la República Democràtica de l'Azerbaidjan. Per desgràcia, aquesta pel·lícula, que era el primer exemple publicístic de blindatge de l'Azerbaidjan, no ha arribat fins al nostre dies.
Després d'apropiació de l'Azerbaidjan per l'Exèrcit Roig Bolxevic i la decadència del govern nacional en abril de 1920, Nariman Narimanov, el cap del comitè revolucionari, va signar decret sobre la nacionalització d'entitats de cinematografia i van fundar Azerbaijanfilm. Aquest any es va rodar les pel·lícules d'actualitats com "La desfilada d'unitats de l'Exèrcit Roig a Bakú", "El congrés de pobles orientals" i "L'Enterrament de 26 comissaris de Bakú".
En 1923 es va establir estudi de cinema a l'Azerbaidjan. Des de l'any 1925 es va donar a l'ús la fàbrica del cinema que era una branca principal de l'estudi de cinema.
L'estudi de cinema en els anys 1923-1926 va ser nomenat "L'Entitat de Foto-Cinema de l'Azerbaidjan" (EFCA), en 1926-1930 com "Azdovlatquino (el Cinema Estatal de l'Azerbaidjan) ", en els anys 1930-1933 "Azerquino (Cinema de l'Azerbaidjan)", en 1934 "Azdovletquinosenayesi (La Producció de Cinema Estatal de l'Azerbaidjan)", en els anys 1935-1940 "Azerfilm (Film azerbaidjanès)", en 1941-1959 "l'estudi de Bakú" i des de 1961 porta el nom de l'estudi de cinema de "Film de l'Azerbaidjan" per nom de Dzafar Dzabbarli.

La pel·lícula "Bismillah" rodada per Abbas Mirza Sherifzade en 1926 és la primera obra independent i Sherifzade és el primer director nacional de cinema de la cinematografia de l'Azerbaidjan. En 1925 per tal de donar suport a quadres de cinema nacional van ser convidats a Bakú famosos directors de cinema com I. Savchenco, V. Pudovquin, A. Becnazarov, N. Shenguelaya.
En l'antologia de cinema "Gloriós Azerbaidjan" rodada en 1926 sota la direcció de B. Pumpyansqui i V. Yeremeyev han parlat Piri Nuriyev, el petrolier i Gudrat Samedov, el conreador de cotó. I així es va fonamentar la primera filmació sincronitzada en república.
I aquest any es va rodar el primer film sonor del nostre cinema nacional - la comèdia "A la vora del mar blau" que era la producció conjunta d'estudis de cinema "Azerfilm" i "Mejrabpomfilm". Aquest film sota la direcció de Boris Barnet i Samed Mardanov en 1995 es va incloure a la llista de 10 obres bueníssimas del cinema mundial segons la sol·licitud presentada de la revista "Notes de ciència cinematogràfica" per motiu de centenari del cinema mundial entre cineastes més coneguts, a més a les llistes de Bernar Ayzenshitsin a França, i la de Naum Cleyman a Rússia.
Samed Mardanov, el segon director d'aquest cinema es va educar en l'estudi del geni Serguei Eisenstein a l'institut de Cinematografia Estatal de tota la Unió Soviètica i és el primer director de cinema educat en la història de Cinema de l'Azerbaidjan. "Camperols", el primer film principal independent del director de cinema, és una de les mostres millors del nostre cinema nacional pel seu nivell de professionalitat.
Encara que la producció de pel·lícules va disminuir en els anys de la Segona Guerra Mundial, els càmeres sempre van en la línia principal del front. Les seqüències rodades en el fragor del combat de la guerra pels càmeres S. Badalov, Dz. Mamedov, M. Mustafayev, A. Hasanov, etc. al present s'utilitzen en els materials d'actualitats. Els càmeres, entrats a l'Iran – Azerbaidjan del Sud des de principis de la guerra al cos de l'exèrcit soviètic, han gravat en cinta la vida de poble d'aquí, la desfilada de l'exèrcit soviètic en Tabriz en 7 de novembre de 1942, el procés de moviment democràtic i els líders del moviment.
En 1945 Rza Tajmasib, el director va rodar "Arshin mal alan" (sobre la base de l'opereta homònima de Uzeyir Hajibeyov). "Arshin mal alan" des de la seva producció fins avui dia és la pel·lícula de l'Azerbaidjan més projectada en interior i exterior del país. Aquesta pel·lícula es va incloure a la "Llista d'or" a la llista de "100 pel·lícules més favorables" projectades durant molts anys a la pantalla soviètica segons l'opinió unànime dels famosos especialistes de cinema a les enquestes sosiológicas fetes per motiu del centenari del cinema rus.

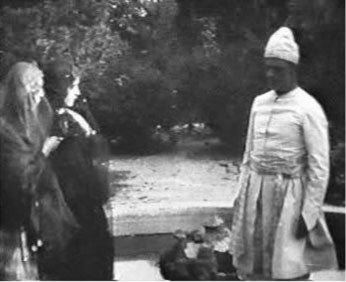
La primera pel·lícula soviètica de l'Azerbaidjan, "La Llegenda del Tour Verge" (1924).

En els anys 1950 a Bakú es va celebrar la setmana de pel·lícules índies. Veient el torrent de gent als cinemes els directors de cinema van començar incloure els elements del cinema indi a les seves pel·lícules. En els anys 1950 a la producció de cinema es donava preferència a les comèdies musicals, a melodrames rics amb els elements indis – "Bajtiyar" (dir. Latif Safarova 1955), "L'entrevista" (dir. Tofig Taguizade 1955), "Si no és ella, que sigui l'altra" (1956), "Sota el Sol abrasador" (dir. Latif Safarova 1957), "La madrastra" (dir. Jabib Ismailov 1958). Esses anys són el temps de disminució del ritme del desenvolupament en el cinema de l'Azerbaidjan.
A mitjans dels anys 1960 i a principis dels anys 1970 la situació es canvia. Hassan Seyidbayli, el director i guió ha portat molts personatges nous, intel·ligents, multicapes ("La noia telefonista", "Per què calles?", etc.). En les pel·lícules rodades en aquest període – "Batalló invencible" (dir. Hassan Seyidbayli 1965), "Jo no era tan guapa" (dir. Tofig Taguizade 1968), "Última nit d'infància" (dir. Arif Babayev 1968), "En una ciutat de sud" (dir. Eldar Guliyev 1969), "El nostre professor Dzabish" (dir. Hassan Seyidbayli 1969), "El pa indivisible" (dir. Xamil Majmudbayov 1969), "Jo voldria 7 fills" (dir. Tofig Taguizade 1970) – se sent la influència de neorealisme italià.
Els anys 1970 han quedat en la memòria amb la creació de la primera pel·lícula-òpera al cinema de l'Azerbaidjan. En 1970 Vladimir Gorriquer, el director de cinema va rodar la pel·lícula-òpera "Sevil" sobre la base dels motius de l'obra i la de l'òpera homònimes de Ficrat Amirov, el compositor.
A finals dels anys 1970, a principis dels anys 1980 la lluita feta en el nivell estatal contra la corrupció en tota la Unió Soviètica, després la perestroika i la política de glásnost es va deixar veure en cinema també. En les pel·lícules d'auqlles anys, "La investigació" (dir. Rasim Ochagov 1979), "Vull entendre" (dir. Oqtay Mirgasumov 1980), "El seu amor desgraciat" (dir. Ziyafet Abbasov 1980), "El diable està davant l'ull" (dir. Oqtay Mirgasumov 1987) s'ha donat lloc més als temes socials – estratificació en la societat, subornació, arbitrarietat de funcionaris, etc.
L'arribada de XXI s'acorda més de la dismunició considerablement de la quantitat d'estudis independents, allunyament de mitjans privats de cinema. Doncs, en els anys 2000 Estat s'ha convertit gradualment a font financer dominant per a la cinematografia i ha pres la producció al seu control. Estes anys es caracteritza també per l'arribada de nova generació al cinema nacional. Aquesta generació, que persegueix de prop els processos en el cinema mundial, procuren produir films que podran sortir a fora dels límits del país des punt de vista de visual i de dramatisme. Entre els films en llargmetratge i en curtmetratge d'últims anys uns com "La casa" de Asif Rustamov, "El nus" d'Ali Isa Dzabbarov, "La porta quadragèsima" d'Elchin Musaoglu, "La torre" de Xamil Nadzafzade, "Les nines" de Chinguiz Rasulzade es van projectar en els festivals internacionals de cinema en Rotterdam, Montreal i Tabriz, i ha aconseguit molt èxit.

## Directors prominents
- Dzafar Dzabbarli
- Abbas Mirza Sherifzade
- Samed Mardanov
- Rza Tajmasib
- Latif Safarov
- Tofig Taguizade
- Jabib Ismailov
- Hasan Seyidbayli
- Arif Babayev
- Eldar Guliyev
- Shamil Majmudbayov
- Rasim Ochagov
- Oqtay Mirgasumov
- Ziyafet Abbasov
- Asif Rustamov
- Ali Isa Dzabbarov
- Elchin Musaoglu
- Shamil Nadzafzade
- Chinguiz Rasulzade